# Almansa (vi)
Almansa és una denominació d'origen (D.O.) de la qual la zona de producció està situada al sud-est de la província d'Albacete, en la comunitat autònoma de Castella-la Manxa . La componen 8 termes municipals (Almansa, Alpera, Bonete, Corral-Rubio, Higueruela, Foia-Gonzalo, Pétrola i la pedania de Villar de Chinchilla) tenint com a centre de la denominació al municipi d'Almansa. La denominació d'origen limita amb les províncies d'Alacant i València i amb la Regió de Múrcia.
Va obtenir la qualificació de denominació d'origen en 1964.
El 20% dels vins es venen a Espanya i el 80% s'exporten a més de 25 països.
La viticultura a la zona es remunta al segle xvi.

## L'entorn
L'altitud mitjana dels vinyers oscil·la entre els 700 i els 1.000 msnm, els sòls són calcàris, amb carbonats sota una terra vegetal fèrtil.
Els vinyers solen assentar-se sobre terres planes caracteritzades per sòls permeables, calizos i pobres en nutrients, condicions ideals per a l'elaboració de vins de qualitat.
El clima és mediterrani continentalitzat, amb una temperatura de 38º de màxima a l'estiu i 6º sota zero a l'hivern.
Les precipitacions són escasses. Durant 2016 van caure a Almansa 392,8 mm.

## Característiques dels vins
- Negres: vins de 12% volum mínim.

- Rosats: vins de 12,5% volum mínim.

- Blancs: vins d'11,5% a 13,5% volum.

## Raïms
- Garnacha tintorera (tinta).
- Cencibel (negra).
- Monastrell (negra).
- Syrah (negra).
- Forcallat (blanca).
- Macabeu (blanca).

## Cellers
- Cellers Piqueras, S.A. (Almansa).
- Cellers Almanseñas (Almansa).
- Cellers Verge de Belén (Almansa). Arxivat 2018-12-27 a Wayback Machine.
- Agrícola Santa Rosa (Almansa).
- Hisenda "L'Espino", S.L. (Almansa).
- Cellers Talaia. (Almansa).
- Agrícola Almanseña Soc. Coop. Limitada (Almansa).
- Cellers El Tanino (Foia-Gonzalo).
- Tintoralba (Higueruela).
- Cellers Cano, S.L. (Higueruela).
- Cooperativa del Camp Santa Creu (Alpera).
- Celler Devesa El Carrascal (Bonete).